# Jeunesse Sportive des Fontenelles de Nanterre 2013-2014
Questa voce raccoglie le informazioni riguardanti il Jeunesse Sportive des Fontenelles de Nanterre nelle competizioni ufficiali della stagione 2013-2014.

## Stagione
La stagione 2013-2014 del Jeunesse Sportive des Fontenelles de Nanterre è la 3ª nel massimo campionato francese di pallacanestro, la Pro A.

## Roster
Aggiornato al 5 novembre 2022.
| JSF Nanterre 2013-14 | JSF Nanterre 2013-14 |
| Giocatori            | Staff tecnico        |
| -------------------- | -------------------- |

| N. | Naz.                                           | Ruolo | Nome                  | Anno | Alt.   | Peso   |  |
| -- | ---------------------------------------------- | ----- | --------------------- | ---- | ------ | ------ |  |
| 4  | Camerun (bandiera) · Francia (bandiera)        | G     | Jérémy Nzeulie        | 1991 | 188 cm | 89 kg  |  |
| 5  | Francia (bandiera)                             | AP    | Marc Judith           | 1987 | 193 cm | 93 kg  |  |
| 6  | Stati Uniti (bandiera)                         | AG    | Will Daniels          | 1986 | 203 cm | 104 kg |  |
| 7  | Francia (bandiera)                             | P     | William Mensah        | 1995 | 175 cm |        |  |
| 8  | Francia (bandiera)                             | C     | Mouhammadou Jaiteh    | 1994 | 208 cm | 110 kg |  |
| 9  | Francia (bandiera)                             | P     | Xavier Corosine (C)   | 1985 | 185 cm | 71 kg  |  |
| 10 | Francia (bandiera)                             | C     | Jerry Boutsiele       | 1992 | 206 cm | 109 kg |  |
| 10 | Stati Uniti (bandiera)                         | GA    | David Lighty          | 1988 | 198 cm | 95 kg  |  |
| 11 | Stati Uniti (bandiera)                         | AG    | Deshaun Thomas        | 1991 | 201 cm | 101 kg |  |
| 12 | Portogallo (bandiera)                          | P     | Miguel Cardoso        | 1993 | 188 cm |        |  |
| 12 | Stati Uniti (bandiera) · Italia (bandiera)     | P     | Kevin Lisch           | 1986 | 188 cm | 85 kg  |  |
| 13 | Francia (bandiera)                             | AC    | Johan Passave-Ducteil | 1985 | 200 cm | 108 kg |  |
| 14 | Francia (bandiera)                             | P     | Trent Meacham         | 1985 | 190 cm | 88 kg  |  |
| 15 | Stati Uniti (bandiera)                         | G     | Travis Leslie         | 1990 | 193 cm | 93 kg  |  |
| 17 | Ucraina (bandiera)                             | AP    | Serhij Hladyr         | 1988 | 196 cm | 94 kg  |  |
| 20 | Stati Uniti (bandiera)                         | G     | Je'Kel Foster         | 1983 | 192 cm | 97 kg  |  |
| 24 | Costa d'Avorio (bandiera) · Francia (bandiera) | C     | Ali Traoré            | 1985 | 208 cm | 110 kg |  |
| -  | Francia (bandiera)                             | G     | Kellian Boistard      | 1993 | 190 cm |        |  |
| -  | Francia (bandiera)                             | AP    | Guillaume Daurces     | 1995 | 200 cm |        |  |

| Allenatore                                                            |
| - Pascal Donnadieu                                                    |
| Assistente/i                                                          |
| - Franck Le Goff Legenda - (C) Capitano - (IN) Inattivo - Infortunato |

## Mercato

### Sessione estiva
| Acquisti | Acquisti           | Acquisti            | Acquisti   | Acquisti |
| R.       | Nome               | da                  | Modalità   |          |
| -------- | ------------------ | ------------------- | ---------- | -------- |
| C        | Mouhammadou Jaiteh | Boulogne-sur-Mer    | definitivo |          |
| AG       | Will Daniels       | VEF Rīga            | definitivo |          |
| AG       | Deshaun Thomas     | Ohio State Buckeyes | definitivo |          |
| G        | Je'Kel Foster      | Alba Berlino        | definitivo |          |
| G        | Travis Leslie      | S.C. Warriors       | definitivo |          |
| GA       | Serhij Hladyr      | Fuenlabrada         | definitivo |          |
| P        | Kevin Lisch        | Piratas de Queb.    | definitivo |          |
| C        | Ali Traoré         | Alba Berlino        | definitivo |          |

| Cessioni | Cessioni        | Cessioni       | Cessioni       | Cessioni |
| R.       | Nome            | a              | Modalità       |          |
| -------- | --------------- | -------------- | -------------- | -------- |
| P        | Chris Warren    | Uşak Sportif   | fine contratto |          |
| AG       | Chris Oliver    | Szolnoki Olaj  | fine contratto |          |
| AG       | Charles Jackson | Le Portel      | fine contratto |          |
| C        | Juan Palacios   | Lietuvos rytas | fine contratto |          |
| AG       | Stephen Brun    | Free agent     | fine contratto |          |

### Dopo l'inizio della stagione
| Acquisti | Acquisti | Acquisti | Acquisti | Acquisti |
| R.       | Nome     | da       | Data     | Modalità |
| -------- | -------- | -------- | -------- | -------- |

| Cessioni | Cessioni        | Cessioni   | Cessioni         | Cessioni    |
| R.       | Nome            | a          | Data             | Modalità    |
| -------- | --------------- | ---------- | ---------------- | ----------- |
| G        | Travis Leslie   | ASVEL      | 2 ottobre 2013   | rescissione |
| C        | Jerry Boutsiele | Rouen      | ottobre 2013     | prestito    |
| C        | Ali Traoré      | Free agent | 22 dicembre 2013 | rescissione |
| G        | Je'Kel Foster   | Free agent | 23 dicembre 2013 | rescissione |